# La Reine de nacre
Pour plus de détails, voir Fiche technique et Distribution.
La Reine de nacre est un court métrage de 15 minutes réalisé par Bernard Werber en 2001.

## Synopsis
Isidore Katzenberg et Lucrèce Nemrod enquêtent sur une série de crimes qui reproduit une partie d'échecs. Ils vont saisir la portée et la dimension de ce qu'ils tentent de mettre à jour.

## Fiche technique
- Titre original : La Reine de nacre
- Réalisateur : Bernard Werber
- Coréalisateur : Sébastien Drouin
- Scénaristes : Bernard Werber et Sébastien Drouin
- Producteurs : Bernard Werber et Sébastien Drouin
- Genre : policier, fantastique
- Durée : 15 minutes
- Année de production : 2001
- Format : Couleur

## Distribution
- Jean-Christophe Barc : Isidore Katzenberg
- Julia Masini : Lucrèce Nemrod
- Sylvain Rougerie : Séraphin